# 羅克伍德 (緬因州)
羅克伍德（英語：Rockwood）是位於美國緬因州薩默塞特縣的一個非建制地區。

## 地理
羅克伍德所處的海拔為高於海平面425米（即1394英呎），而該地所採用的時區為UTC-5，即北美东部時區（EST）。同時該地設有夏令時間，為UTC-5調快一小時，即UTC-4（EDT）。